# دلتامترین
این ترکیب طیف وسیعی از حشرات جونده و مکنده را از راسته های گوناگون کنترل می نماید. با طیف اثر وسیع به منظور کنترل سنهای زیان آور نظیر سن گندم , ملخها , لارو بالپولکداران , سرخرطومیها , شته ها , کنه ها , ککهای آفات گیاهی , تریپسها  , شپشکها , عسلکها , مگسهای سفید گلخانه و پسیلها بر روی گنذم , پنبه , سبزیجات , یونجه و شبدر , سویا , چغندرقند , درختان میوه سرد سیری و مرکبات مورد استفاده قرار میگیرد. اثر دلتامترین ناشی از مهار کنندگی اعصاب بوده و با درجه حرارت رابطه مستقیم دارد.دلتامترین میزان حساسیت ناحیه پس سیناپسی را به تحریکات عصبی کاهش می دهد. میزان رها سازی گاما آمینو بوتریک اسید ( gaba ) را در ناحیه پیش سیناپسی افزایش میدهد و باعث ممانعت از انتقال پیامهای عصبی میشود . دلتامترین چربی دوست بوده و به راحتی جذب لایه کوتیکول حشرات و سطح برگ میشود و در نتیجه در مقابل اثر شسته شدن باران مقاوم است .
دلتامترین (به انگلیسی: Deltamethrin) با فرمول شیمیایی C22H19Br2NO3 یک ترکیب شیمیایی است. که جرم مولی آن ۵۰۵٫۲۱ گرم بر مول می‌باشد. 